# 約西皮夫卡 (馬格達利尼夫卡區)
49°8′23″N 35°8′54″E / 49.13972°N 35.14833°E
約西皮夫卡（烏克蘭語：Йосипівка），是烏克蘭中部的村莊，隸屬第聶伯羅彼得羅夫斯克州的薩馬爾區。該村處於奧列利河左岸，海拔高度76米，2001年人口297。